# Bogor

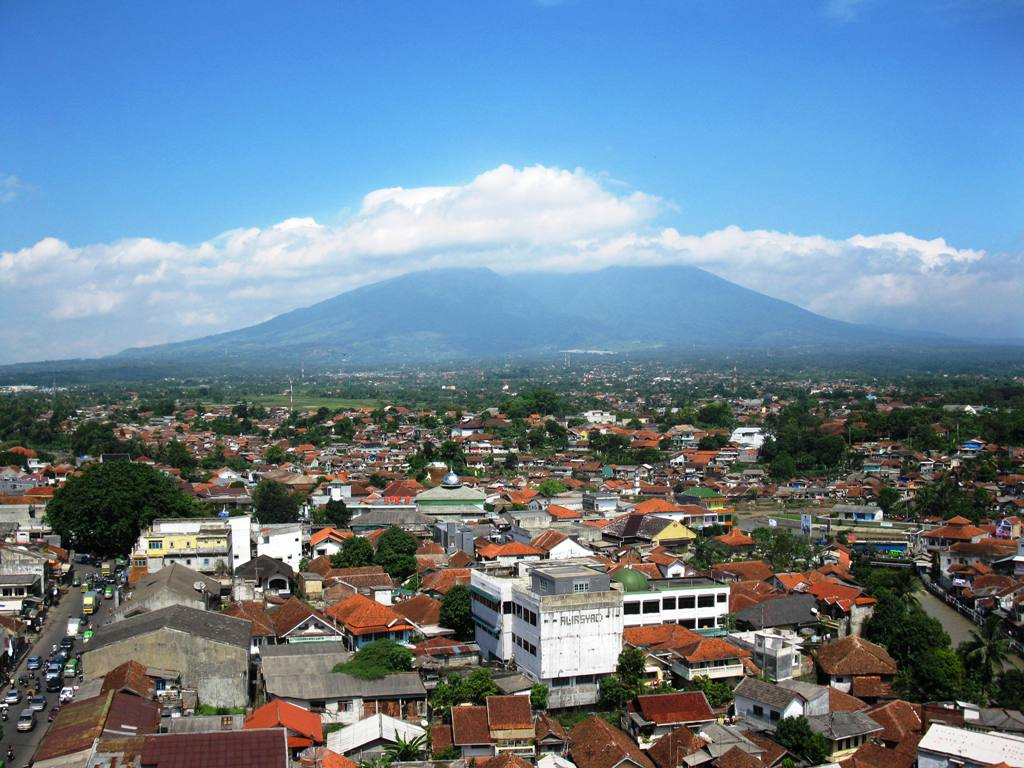
Bogor amb el Mont Salak al fons

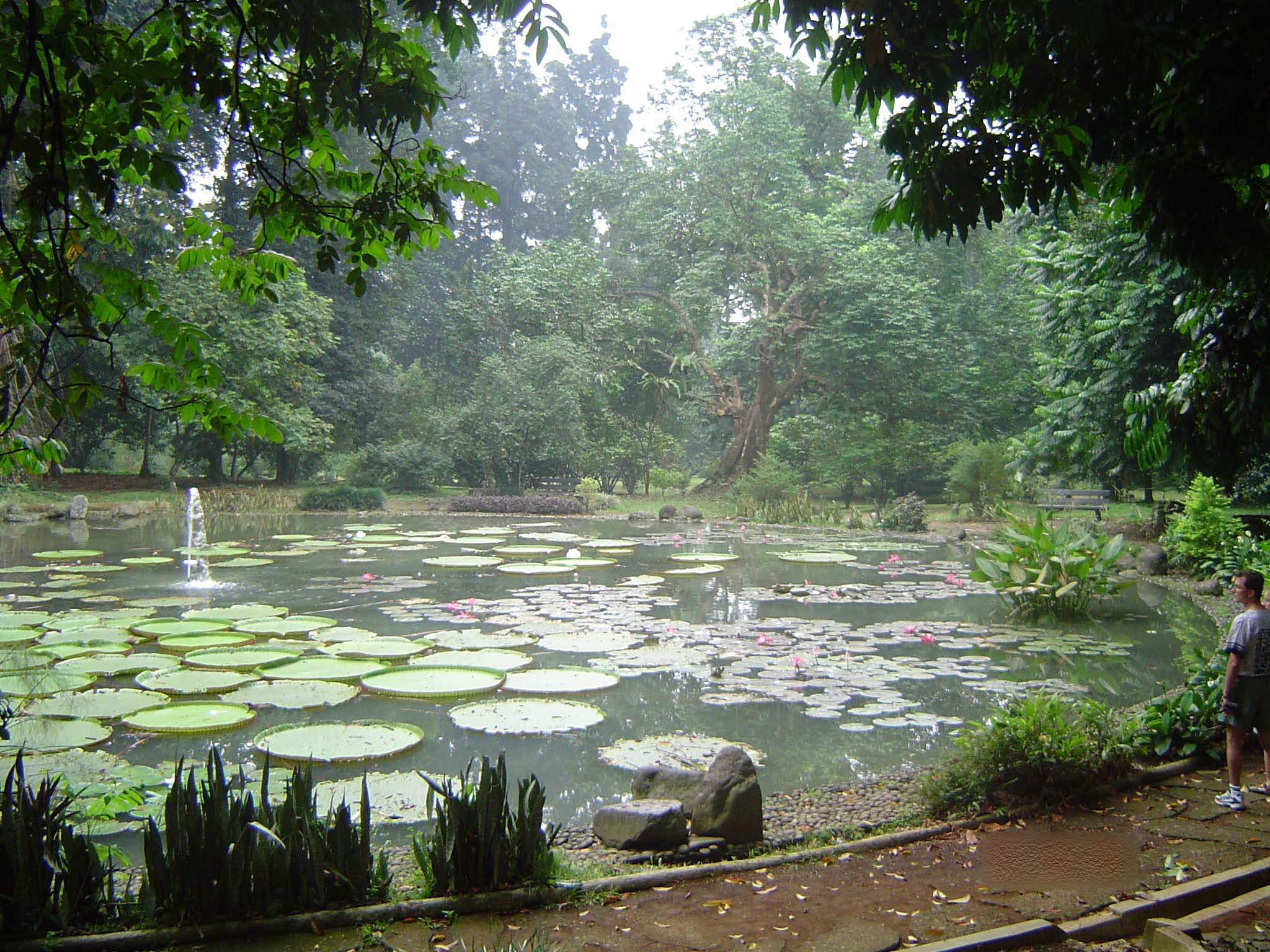
Jardí Botànic de Bogor

Bogor, en neerlandès Buitenzorg, és una ciutat d'Indonèsia dins l'illa de Java en la província de Java Occidental. La ciutat de Bogor està situada en el centre de la Regència de Bogor (en indonesi Kabupaten Bogor) a 60 km de la capital, Jakarta. Té més d'un milió d'habitants; és un centre econòmic, científic, turístic i cultural.
A l'Edat mitjana Bogor era la capital del Regne de Sunda i aleshores s'anomenava Pakuan Pajajaran. La ciutat compta amb el palau presidencial Istana Bogor i el Jardí Botànic de Bogor, un dels més extensos del món. Porta el sobrenom de "La Ciutat de la Pluja" (Kota Hujan), per la seva alta pluviometria i té un clima equatorial.